# Première circonscription de la Haute-Garonne
La première circonscription de la Haute-Garonne est l'une des 10 circonscriptions législatives françaises que compte le département de la Haute-Garonne (31) situé en région Occitanie.

## Description géographique et démographique

### De 1958 à 1986
Le département avait six circonscriptions.
La première circonscription de la Haute-Garonne était composée de :
- canton de Fronton
- canton de Toulouse-Nord
- canton de Villemur-sur-Tarn

source : Journal Officiel du 13-14 Octobre 1958.

### De 1988 à 2010
La première circonscription de la Haute-Garonne est délimitée par le découpage électoral de la loi n°86-1197 du 24 novembre 1986
 Elle regroupe les divisions administratives suivantes : 
- canton de Toulouse-1,
- canton de Toulouse-4,
- canton de Toulouse-5,
- canton de Toulouse-7.

D'après le recensement général de la population en 1999, réalisé par l'Institut national de la statistique et des études économiques (INSEE), la population totale de cette circonscription est estimée à 112565 habitants,.

### Après le redécoupage de 2010
Depuis le redécoupage de 2010 sa composition a été profondément modifiée :
- canton de Blagnac,
- canton de Toulouse-4,
- canton de Toulouse-5,
- canton de Toulouse-13 (moins la commune de Colomiers),
- canton de Toulouse-14 (partie Toulousaine).

La population totale de cette circonscription est alors estimée à 126 353 habitants

### Après le redécoupage des cantons de 2014
Avec le redécoupage des cantons de 2014 sa composition est devenue :
- canton de Blagnac (moins les communes d' Aussonne et Seilh),
- canton de Toulouse-2 (en partie),
- canton de Toulouse-3 (en  partie),
- canton de Toulouse-4 (en partie),
- canton de Toulouse-7 (moins les communes de Brax, Colomiers et Pibrac),
- canton de Toulouse-8 (partie ouest).

La population totale de cette circonscription est alors estimée à 154 962 habitants

## Historique des députations
| Législature | Début de mandat | Fin de mandat  | Député              | Parti politique | Observations |
| ----------- | --------------- | -------------- | ------------------- | --------------- | --- |
| Ire         | 9 décembre 1958 | 9 octobre 1962 | Pierre Baudis       | MRP             | Mandat écourté à la suite d'une dissolution parlementaire décidée par Charles de Gaulle. |
| IIe         | 6 décembre 1962 | 2 avril 1967   | Pierre Baudis       | MRP             | |
| IIIe        | 3 avril 1967    | 30 mai 1968    | André Rousselet     | PS              | Mandat écourté à la suite d'une dissolution parlementaire décidée par Charles de Gaulle. |
| IVe         | 11 juillet 1968 | 1er avril 1973 | Pierre Baudis       | RI              | |
| Ve          | 2 avril 1973    | 2 avril 1978   | Pierre Baudis       | RI              | Maire de Toulouse (1971-1983) |
| VIe         | 3 avril 1978    | 22 mai 1981    | Gérard Bapt         | PS              | Conseiller général du Canton de Toulouse 7 Mandat écourté à la suite d'une dissolution parlementaire décidée par François Mitterrand.                                                            |
| VIIe        | 2 juillet 1981  | 1er avril 1986 | Alain Savary        | PS              | Ministre de l’Éducation Nationale (1981-1984) |
| VIIIe       | 2 avril 1986    | 14 mai 1988    | Jean-Claude Paix    | UDF             | Proportionnelle par département, pas de député par circonscription. Mandat écourté à la suite d'une dissolution parlementaire décidée par François Mitterrand.                                   |
| IXe         | 23 juin 1988    | 1er avril 1993 | Dominique Baudis,   | UDF,            | Maire de Toulouse (1983-2000) |
| Xe          | 2 avril 1993    | 21 avril 1997  | Dominique Baudis,   | UDF,            | Mandat écourté à la suite d'une dissolution parlementaire décidée par Jacques Chirac. |
| XIe         | 12 juin 1997    | 18 juin 2002   | Dominique Baudis    | UDF             | Remplacé par Philippe Douste-Blazy après une élection partielle le 1er avril 2001 faisant suite à la démission de Dominique Baudis, nommé président du Conseil supérieur de l'audiovisuel (CSA). |
| XIIe        | 19 juin 2002    | 19 juin 2007   | Bernadette Païx,    | UMP,            | Conseillère régionale |
| XIIIe       | 20 juin 2007    | 19 juin 2012   | Catherine Lemorton, | PS,             | |
| XIVe        | 20 juin 2012    | 20 juin 2017   | Catherine Lemorton, | PS,             | |
| XVe         | 21 juin 2017    | 21 juin 2022   | Pierre Cabaré       | LREM            | |
| XVIe        | 22 juin 2022    | 9 juin 2024    | Hadrien Clouet      | LFI-NUPES       | Mandat écourté à la suite d'une dissolution parlementaire décidée par Emmanuel Macron. |
| XVIIe       | 8 juillet 2024  | En cours       | Hadrien Clouet      | LFI-NFP         | |

## Historique des élections

### Élections de 1958
| Candidat       | Candidat               | Parti          | Premier tour | Premier tour | Second tour | Second tour |  |
| Candidat       | Candidat               | Parti          | Voix         | %            | Voix        | %           |  |
| -------------- | ---------------------- | -------------- | ------------ | ------------ | ----------- | ----------- |  |
|                | René Cathala élu       | UNR            | 14 226       | 36,51        | 22 004      | 55,83       |  |
|                | Achille Auban          | SFIO           | 7 379        | 18,94        | 10 277      | 26,07       |  |
|                | Jean Boulet            | PCF            | 6 882        | 17,66        | 7 135       | 18,1        |  |
|                | Marcel Bouvier         | Radsoc         | 6 193        | 15,89        | Retrait     | Retrait     |  |
|                | Émile-Georges Combeaud | Extrême droite | 2 290        | 5,88         | Retrait     | Retrait     |  |
|                | Cyprien Calmel         | Modérés        | 1 367        | 3,51         |             |             |  |
|                | Louis Montels          | UFF            | 626          | 1,61         |             |             |  |
|                |                        |                |              |              |             |             |  |
| Inscrits       | Inscrits               | Inscrits       | 54 860       | 100,00       | 54 863      | 100,00      |  |
| Abstentions    | Abstentions            | Abstentions    | 14 728       | 26,85        | 14 625      | 26,66       |  |
| Votants        | Votants                | Votants        | 40 132       | 73,15        | 40 238      | 73,34       |  |
| Blancs et nuls | Blancs et nuls         | Blancs et nuls | 1 169        | 2,91         | 822         | 2,04        |  |
| Exprimés       | Exprimés               | Exprimés       | 38 963       | 97,09        | 39 416      | 97,96       |  |

Le suppléant de René Cathala était Georges Lasserre, chargé de cours à l'Ecole Supérieure de Commerce. René Cathala avait quitté le groupe UNR en octobre 1959, en raison de ses désaccords sur l'Algérie.

### Élections de 1962
| Candidat       | Candidat             | Parti          | Premier tour | Premier tour | Second tour | Second tour |  |
| Candidat       | Candidat             | Parti          | Voix         | %            | Voix        | %           |  |
| -------------- | -------------------- | -------------- | ------------ | ------------ | ----------- | ----------- |  |
|                | Antoine Osète        | UNR-UDT        | 11 678       | 31,79        | 16 592      | 43,57       |  |
|                | André Rey élu        | SFIO           | 9 255        | 25,2         | 21 493      | 56,43       |  |
|                | Jean Boulet          | PCF            | 6 927        | 18,86        | Retrait     | Retrait     |  |
|                | René Cathala sortant | Extrême droite | 3 948        | 10,75        | Retrait     | Retrait     |  |
|                | Marcel Dumaine       | Radsoc         | 2 651        | 7,22         | Retrait     | Retrait     |  |
|                | René Gouyon          | PSU            | 2 271        | 6,18         | Retrait     | Retrait     |  |
|                |                      |                |              |              |             |             |  |
| Inscrits       | Inscrits             | Inscrits       | 57 374       | 100,00       | 57 371      | 100,00      |  |
| Abstentions    | Abstentions          | Abstentions    | 18 497       | 32,24        | 17 721      | 30,89       |  |
| Votants        | Votants              | Votants        | 38 877       | 67,76        | 39 650      | 69,11       |  |
| Blancs et nuls | Blancs et nuls       | Blancs et nuls | 2 147        | 5,52         | 1 565       | 3,95        |  |
| Exprimés       | Exprimés             | Exprimés       | 36 730       | 94,48        | 38 085      | 96,05       |  |

Le suppléant d'André Rey était Paul Riché, conseiller technique du maire de Toulouse.

### Élections de 1967
| Candidat       | Candidat                | Parti          | Premier tour | Premier tour | Second tour | Second tour |  |
| Candidat       | Candidat                | Parti          | Voix         | %            | Voix        | %           |  |
| -------------- | ----------------------- | -------------- | ------------ | ------------ | ----------- | ----------- |  |
|                | André Rey sortant réélu | FGDS (SFIO)    | 15 123       | 34,09        | 25 480      | 57,82       |  |
|                | Antoine Osète           | UD-Ve          | 14 985       | 33,78        | 18 584      | 42,18       |  |
|                | Jean Boulet             | PCF            | 7 654        | 17,25        | Retrait     | Retrait     |  |
|                | Robert Maffre           | CD (PDM)       | 4 748        | 10,7         |             |             |  |
|                | Henri Martin            | PSU            | 1 855        | 4,18         |             |             |  |
|                |                         |                |              |              |             |             |  |
| Inscrits       | Inscrits                | Inscrits       | 58 218       | 100,00       | 58 212      | 100,00      |  |
| Abstentions    | Abstentions             | Abstentions    | 12 708       | 21,83        | 12 832      | 22,04       |  |
| Votants        | Votants                 | Votants        | 45 510       | 78,17        | 45 380      | 77,96       |  |
| Blancs et nuls | Blancs et nuls          | Blancs et nuls | 1 145        | 2,52         | 1 316       | 2,9         |  |
| Exprimés       | Exprimés                | Exprimés       | 44 365       | 97,48        | 44 064      | 97,1        |  |

Le suppléant d'André Rey était Émile Amouroux, conseiller général du canton de Toulouse-Nord, maire adjoint de Toulouse.

### Élections de 1968
| Candidat       | Candidat                  | Parti          | Premier tour | Premier tour | Second tour | Second tour |  |
| Candidat       | Candidat                  | Parti          | Voix         | %            | Voix        | %           |  |
| -------------- | ------------------------- | -------------- | ------------ | ------------ | ----------- | ----------- |  |
|                | Alexandre Sanguinetti élu | UDR (URP)      | 16 694       | 37,59        | 21 903      | 50,9        |  |
|                | André Rey sortant         | FGDS (SFIO)    | 12 407       | 27,94        | 21 125      | 49,1        |  |
|                | Jean Boulet               | PCF            | 6 644        | 14,96        | Retrait     | Retrait     |  |
|                | Lucien Vieillard          | RI             | 3 115        | 7,01         |             |             |  |
|                | Jean-Pierre Lloret        | CD (PDM)       | 2 054        | 4,63         |             |             |  |
|                | Jean Maubec               | Radsoc         | 1 915        | 4,31         |             |             |  |
|                | Jean Porterie             | PSU            | 1 579        | 3,56         |             |             |  |
|                |                           |                |              |              |             |             |  |
| Inscrits       | Inscrits                  | Inscrits       | 58 006       | 100,00       | 58 008      | 100,00      |  |
| Abstentions    | Abstentions               | Abstentions    | 12 898       | 22,24        | 13 939      | 24,03       |  |
| Votants        | Votants                   | Votants        | 45 108       | 77,76        | 44 069      | 75,97       |  |
| Blancs et nuls | Blancs et nuls            | Blancs et nuls | 700          | 1,55         | 1 041       | 2,36        |  |
| Exprimés       | Exprimés                  | Exprimés       | 44 408       | 98,45        | 43 028      | 97,64       |  |

Le suppléant d'Alexandre Sanguinetti était Antoine Osète, ancien maire adjoint de Toulouse.

### Élections de 1973
| Candidat       | Candidat                      | Parti          | Premier tour | Premier tour | Second tour | Second tour |  |
| Candidat       | Candidat                      | Parti          | Voix         | %            | Voix        | %           |  |
| -------------- | ----------------------------- | -------------- | ------------ | ------------ | ----------- | ----------- |  |
|                | Alexandre Sanguinetti sortant | UDR (URP)      | 16 356       | 35,82        | 21 896      | 46,59       |  |
|                | Alain Savary élu              | PS (UGSD)      | 12 224       | 26,77        | 25 100      | 53,41       |  |
|                | René Piquet                   | PCF            | 8 260        | 18,09        | Retrait     | Retrait     |  |
|                | Jacques Merly                 | CR (MR)        | 3 256        | 7,13         |             |             |  |
|                | Achille Auban                 | PSU            | 1 735        | 3,8          |             |             |  |
|                | Jean Maubec                   | Divers droite  | 1 694        | 3,71         |             |             |  |
|                | Daniel Bensaïd                | LCR            | 859          | 1,88         |             |             |  |
|                | Raymond Blanc                 | FN             | 696          | 1,52         |             |             |  |
|                | Joseph Bozzi                  | Divers droite  | 577          | 1,26         |             |             |  |
|                |                               |                |              |              |             |             |  |
| Inscrits       | Inscrits                      | Inscrits       | 58 273       | 100,00       | 58 273      | 100,00      |  |
| Abstentions    | Abstentions                   | Abstentions    | 11 346       | 19,47        | 9 729       | 16,7        |  |
| Votants        | Votants                       | Votants        | 46 927       | 80,53        | 48 544      | 83,3        |  |
| Blancs et nuls | Blancs et nuls                | Blancs et nuls | 1 270        | 2,71         | 1 548       | 3,19        |  |
| Exprimés       | Exprimés                      | Exprimés       | 45 657       | 97,29        | 46 996      | 96,81       |  |

Le suppléant d'Alain Savary était Émile Amouroux.

### Élections de 1978
| Candidat       | Candidat                   | Parti                   | Premier tour | Premier tour | Second tour | Second tour |  |
| Candidat       | Candidat                   | Parti                   | Voix         | %            | Voix        | %           |  |
| -------------- | -------------------------- | ----------------------- | ------------ | ------------ | ----------- | ----------- |  |
|                | Marcel Cavaillé            | UDF (PR)                | 14 960       | 28,61        | 26 599      | 48,85       |  |
|                | Alain Savary sortant réélu | PS                      | 14 909       | 28,51        | 27 855      | 51,15       |  |
|                | Nicole Ledroit             | PCF                     | 8 950        | 17,12        | Retrait     | Retrait     |  |
|                | Antoine Osète              | RPR                     | 7 802        | 14,92        | Retrait     | Retrait     |  |
|                | Daniel Roussée             | Écologie 78             | 1 946        | 3,72         |             |             |  |
|                | Gérard Folus               | MRG                     | 1 153        | 2,21         |             |             |  |
|                | Denise Monpeyssen          | PSU (FA)                | 514          | 0,98         |             |             |  |
|                | Jean-Louis Nohet           | LO                      | 500          | 0,96         |             |             |  |
|                | Monique Fraile             | Divers gauche (Choisir) | 470          | 0,90         |             |             |  |
|                | Guy Lopez                  | FN                      | 422          | 0,81         |             |             |  |
|                | Georges Malet              | LCR                     | 375          | 0,72         |             |             |  |
|                | Georges Bescos             | Rad                     | 288          | 0,55         |             |             |  |
|                |                            |                         |              |              |             |             |  |
| Inscrits       | Inscrits                   | Inscrits                | 64 745       | 100,00       | 65 342      | 100,00      |  |
| Abstentions    | Abstentions                | Abstentions             | 11 434       | 17,66        | 9 989       | 15,29       |  |
| Votants        | Votants                    | Votants                 | 53 311       | 82,34        | 55 353      | 84,71       |  |
| Blancs et nuls | Blancs et nuls             | Blancs et nuls          | 1 022        | 1,92         | 899         | 1,62        |  |
| Exprimés       | Exprimés                   | Exprimés                | 52 289       | 98,08        | 54 454      | 98,38       |  |

La suppléante d'Alain Savary était Madeleine Ripert, institutrice, maire de Lespinasse.

### Élections de 1981
|                | Alain Savary sortant réélu | PS             | 22 445 | 50,19  |  |  |  |
|                | Michel Valdiguié           | UDF (CDS)      | 16 225 | 36,28  |  |  |  |
|                | Martine Blanco             | PCF            | 4 810  | 10,76  |  |  |  |
|                | Georges Malet              | LCR            | 664    | 1,48   |  |  |  |
|                | Anne-Marie Laflorentie     | LO             | 575    | 1,29   |  |  |  |
|                | Francis Gareau             | PFN            | 1      | 0      |  |  |  |
|                |                            |                |        |        |  |  |  |
| Inscrits       | Inscrits                   | Inscrits       | 66 503 | 100,00 |  |  |  |
| Abstentions    | Abstentions                | Abstentions    | 21 076 | 31,69  |  |  |  |
| Votants        | Votants                    | Votants        | 45 427 | 68,31  |  |  |  |
| Blancs et nuls | Blancs et nuls             | Blancs et nuls | 707    | 1,56   |  |  |  |
| Exprimés       | Exprimés                   | Exprimés       | 44 720 | 98,44  |  |  |  |

Le suppléant d'Alain Savary était Jacques Roger-Machart, ingénieur, économiste, conseiller général du canton de Toulouse-4. Jacques Roger-Machart remplaça Alain Savary, nommé membre du gouvernement, du 24 juillet 1981 au 1er avril 1986.

### Élections de 1988
|                | Dominique Baudis élu     | UDF (CDS) (URC) | 18 735 | 50,43  |  |  |  |
|                | Marie-Claude Morin       | PS              | 12 369 | 33,3   |  |  |  |
|                | André Cathala-Delmas     | FN              | 2 730  | 7,35   |  |  |  |
|                | Sylviane Ainardi         | PCF             | 2 275  | 6,12   |  |  |  |
|                | Colette Levade           | LCR             | 465    | 1,25   |  |  |  |
|                | Christian Dancale        | Divers droite   | 298    | 0,8    |  |  |  |
|                | Alain Pihouée            | Divers gauche   | 117    | 0,31   |  |  |  |
|                | Bernard Durand           | Extrême gauche  | 99     | 0,27   |  |  |  |
|                | Marie-Élisabeth Lavernhe | POE             | 55     | 0,15   |  |  |  |
|                | Jean-Jacques Gauci       | Extrême droite  | 4      | 0,01   |  |  |  |
|                |                          |                 |        |        |  |  |  |
| Inscrits       | Inscrits                 | Inscrits        | 62 132 | 100,00 |  |  |  |
| Abstentions    | Abstentions              | Abstentions     | 24 605 | 39,6   |  |  |  |
| Votants        | Votants                  | Votants         | 37 527 | 60,4   |  |  |  |
| Blancs et nuls | Blancs et nuls           | Blancs et nuls  | 380    | 1,01   |  |  |  |
| Exprimés       | Exprimés                 | Exprimés        | 37 147 | 98,99  |  |  |  |

Le suppléant de Dominique Baudis était Jean-Claude Paix, professeur, conseiller municipal de Toulouse.

### Élections de 1993
|                | Dominique Baudis sortant réélu | UDF (CDS)      | 19 599 | 52,73  |  |  |  |
|                | Jean-Jacques Mirassou          | PS             | 7 051  | 18,97  |  |  |  |
|                | Michel Marcouyeux              | FN             | 3 726  | 10,03  |  |  |  |
|                | Marie-Françoise Mendez         | Les Verts (EÉ) | 3 113  | 8,38   |  |  |  |
|                | Claudie Fontès                 | PCF            | 2 630  | 7,08   |  |  |  |
|                | Myriam Sarrazin                | LT-LNÉ         | 703    | 1,89   |  |  |  |
|                | Jean-Luc Rapine                | PLN            | 141    | 0,38   |  |  |  |
|                | Christian Dancale              | Divers droite  | 133    | 0,36   |  |  |  |
|                | Bernard Guegan                 | Divers         | 70     | 0,19   |  |  |  |
|                |                                |                |        |        |  |  |  |
| Inscrits       | Inscrits                       | Inscrits       | 61 118 | 100,00 |  |  |  |
| Abstentions    | Abstentions                    | Abstentions    | 22 436 | 36,71  |  |  |  |
| Votants        | Votants                        | Votants        | 38 682 | 63,29  |  |  |  |
| Blancs et nuls | Blancs et nuls                 | Blancs et nuls | 1 516  | 3,92   |  |  |  |
| Exprimés       | Exprimés                       | Exprimés       | 37 166 | 96,08  |  |  |  |

Le suppléant de Dominique Baudis était Jean-Claude Paix. 
Dominique Baudis démissionne le 4 mai 1994.

#### Élection partielle de 1994
| Candidat                                                                   | Candidat              | Parti          | Premier tour | Premier tour | Second tour | Second tour |  |
| Candidat                                                                   | Candidat              | Parti          | Voix         | %            | Voix        | %           |  |
| -------------------------------------------------------------------------- | --------------------- | -------------- | ------------ | ------------ | ----------- | ----------- |  |
|                                                                            | Jean-Claude Paix élu  | UDF (CDS)      | 14 578       | 50,62        | 10 479      | 63,75       |  |
|                                                                            | Jean-Jacques Mirassou | PS             | 7 570        | 26,28        | 5 958       | 36,24       |  |
|                                                                            | Michel Marcouyeux     | FN             | 2 554        | 8,86         |             |             |  |
|                                                                            | Claude Fontès         | PCF            | 2 025        | 7,03         |             |             |  |
|                                                                            | Marie-France Mendez   | Les Verts      | 1 782        | 6,18         |             |             |  |
|                                                                            | Bernard Guegan        | Divers         | 286          | 0,99         |             |             |  |
|                                                                            |                       |                |              |              |             |             |  |
| Inscrits                                                                   | Inscrits              | Inscrits       | 60 611       | 100,00       | 60 645      | 100,00      |  |
| Abstentions                                                                | Abstentions           | Abstentions    | 30 535       | 50,38        | 43 336      | 71,46       |  |
| Votants                                                                    | Votants               | Votants        | 30 076       | 49,62        | 17 309      | 28,54       |  |
| Blancs et nuls                                                             | Blancs et nuls        | Blancs et nuls | 1 281        | 4,26         | 872         | 5,04        |  |
| Exprimés                                                                   | Exprimés              | Exprimés       | 28 795       | 95,74        | 16 437      | 94,96       |  |
| Source : Le Monde du 14 juin 1994, p. 50 ; Le Monde du 21 juin 1994, p. 10 |                       |                |              |              |             |             |  |

### Élections de 1997
| Candidat                     | Candidat               | Parti          | Premier tour | Premier tour | Second tour | Second tour |
| Candidat                     | Candidat               | Parti          | Voix         | %            | Voix        | %           |
| ---------------------------- | ---------------------- | -------------- | ------------ | ------------ | ----------- | ----------- |
|                              | Dominique Baudis élu   | UDF (FD)       | 15 025       | 41,29        | 20 096      | 53,45       |
|                              | Marie-Françoise Mendez | Les Verts      | 9 921        | 27,26        | 17 500      | 46,55       |
|                              | Louis Aliot            | FN             | 4 195        | 11,53        |             |             |
|                              | Claudie Fontès         | PCF            | 2 748        | 7,55         |             |             |
|                              | Valérie Desmoulins     | LCR            | 1 093        | 3,00         |             |             |
|                              | Vincent Combes         | LO             | 911          | 2,50         |             |             |
|                              | Jacques Lafite         | MÉI            | 704          | 1,93         |             |             |
|                              | Alain Durand           | LDI (MPF)      | 661          | 1,82         |             |             |
|                              | Serge Ravanel          | MDC            | 502          | 1,38         |             |             |
|                              | Jean Durup             | US4J           | 382          | 1,05         |             |             |
|                              | Christian Dancale      | Divers         | 161          | 0,44         |             |             |
|                              | Bernard Guégan         | Divers gauche  | 35           | 0,10         |             |             |
|                              | Patrick Verdier        | Divers         | 32           | 0,09         |             |             |
|                              | Christophe Bresso      | Extrême gauche | 22           | 0,06         |             |             |
|                              |                        |                |              |              |             |             |
| Inscrits                     | Inscrits               | Inscrits       | 61 286       | 100,00       | 61 288      | 100,00      |
| Abstentions                  | Abstentions            | Abstentions    | 23 842       | 38,90        | 22 230      | 36,27       |
| Votants                      | Votants                | Votants        | 37 444       | 61,10        | 39 058      | 63,73       |
| Blancs et nuls               | Blancs et nuls         | Blancs et nuls | 1 052        | 2,81         | 1 462       | 3,74        |
| Exprimés                     | Exprimés               | Exprimés       | 36 392       | 97,19        | 37 596      | 96,26       |
| Source : Assemblée nationale |                        |                |              |              |             |             |

Le suppléant de Dominique Baudis était Jean-Claude Paix.

### Élections partielles de 2001
Dominique Baudis est nommé à la présidence du CSA, ce qui oblige à organiser une élection partielle.
| Candidat                                | Candidat                  | Parti          | Premier tour | Premier tour | Second tour | Second tour |
| Candidat                                | Candidat                  | Parti          | Voix         | %            | Voix        | %           |
| --------------------------------------- | ------------------------- | -------------- | ------------ | ------------ | ----------- | ----------- |
|                                         | Philippe Douste-Blazy élu | UDF            | 11 235       | 53,07        | 12 514      | 64,54       |
|                                         | Michel Vanhove            | Les Verts (PS) | 4 301        | 20,31        | 6 877       | 35,46       |
|                                         | Aline Pailler             | LCR            | 1 180        | 5,57         |             |             |
|                                         | Claudie Fontès            | PCF            | 1 163        | 5,49         |             |             |
|                                         | Guy Dubuisson             | PRG            | 1 101        | 5,20         |             |             |
|                                         | Serge Laroze              | FN             | 746          | 3,52         |             |             |
|                                         | Jean-Pascal Servera       | MNR            | 533          | 2,52         |             |             |
|                                         | Vincent Combes            | LO             | 314          | 1,48         |             |             |
|                                         | Jacques Belhomme          | Divers         | 267          | 1,26         |             |             |
|                                         | Olivier Arsac             | diss. RPF      | 154          | 0,73         |             |             |
|                                         | Chrisitan Dancale         | Divers         | 63           | 0,30         |             |             |
|                                         | Roger Ferra               | Divers gauche  | 60           | 0,28         |             |             |
|                                         | Francis Meynier           | Divers         | 55           | 0,26         |             |             |
|                                         | Pierre Cabaré             | Divers         | 0            | 0,00         |             |             |
|                                         |                           |                |              |              |             |             |
| Inscrits                                | Inscrits                  | Inscrits       | 60 361       | 100,0        | 60 411      | 100,0       |
| Abstentions                             | Abstentions               | Abstentions    | 38 833       | 64,33        | 40 437      | 66,94       |
| Votants                                 | Votants                   | Votants        | 21 528       | 35,67        | 19 974      | 33,06       |
| Blancs et nuls                          | Blancs et nuls            | Blancs et nuls | 356          | 1,65         | 583         | 2,92        |
| Exprimés                                | Exprimés                  | Exprimés       | 21 172       | 98,35        | 19 391      | 97,08       |
| Source : Le Monde du 3 avril 2001, p. 9 |                           |                |              |              |             |             |

La suppléante de Philippe Douste-Blazy était Bernadette Païx, épouse de Jean-Claude Païx. Bernadette Païx remplaça Philippe Douste-Blazy, nommé membre du gouvernement, du 30 avril 2004 au 20 juin 2007.

### Élections de 2002
| Candidat       | Candidat                            | Parti               | Premier tour | Premier tour | Second tour | Second tour |  |
| Candidat       | Candidat                            | Parti               | Voix         | %            | Voix        | %           |  |
| -------------- | ----------------------------------- | ------------------- | ------------ | ------------ | ----------- | ----------- |  |
|                | Philippe Douste-Blazy sortant réélu | UMP                 | 16 908       | 41,40        | 18 410      | 50,84       |  |
|                | Pierre Labeyrie                     | Les Verts (PS)      | 11 532       | 28,23        | 17 802      | 49,16       |  |
|                | Charles Sœur                        | FN                  | 3 359        | 8,22         |             |             |  |
|                | Salah Amokrane                      | Extrême gauche      | 3 328        | 8,15         |             |             |  |
|                | Claudie Fontès                      | PCF                 | 1 341        | 3,28         |             |             |  |
|                | Frédéric Borras                     | LCR                 | 1 137        | 2,78         |             |             |  |
|                | Olivier Arsac                       | Pôle républicain    | 704          | 1,72         |             |             |  |
|                | Pierre Cabaré                       | Cap21               | 447          | 1,09         |             |             |  |
|                | Laurent Grosclaude                  | ÉD                  | 425          | 1,04         |             |             |  |
|                | Jean-Claude Sauvage                 | Divers écologiste   | 356          | 0,87         |             |             |  |
|                | Jean-Pierre Sertillange             | LO                  | 334          | 0,82         |             |             |  |
|                | Dominique Bourgois                  | CPNT                | 194          | 0,47         |             |             |  |
|                | Jean-Charles Ribrioux               | MNR                 | 185          | 0,45         |             |             |  |
|                | Laurence Ledri                      | Divers écologiste   | 123          | 0,30         |             |             |  |
|                | Jean Vilotte                        | Régionaliste        | 119          | 0,29         |             |             |  |
|                | Emmanuel Dumesnil                   | Divers droite (RCF) | 94           | 0,23         |             |             |  |
|                | Lydia Lange                         | Divers écologiste   | 85           | 0,21         |             |             |  |
|                | Yvonne Escande-Parisé               | Divers              | 74           | 0,18         |             |             |  |
|                | Georges-Christian Dancale           | Divers              | 59           | 0,14         |             |             |  |
|                | Stéphan Vasseur                     | Divers              | 40           | 0,10         |             |             |  |
|                |                                     |                     |              |              |             |             |  |
| Inscrits       | Inscrits                            | Inscrits            | 64 030       | 100,00       | 64 030      | 100,00      |  |
| Abstentions    | Abstentions                         | Abstentions         | 22 541       | 35,2         | 26 747      | 41,77       |  |
| Votants        | Votants                             | Votants             | 41 489       | 64,8         | 37 283      | 58,23       |  |
| Blancs et nuls | Blancs et nuls                      | Blancs et nuls      | 645          | 1,55         | 1 071       | 2,87        |  |
| Exprimés       | Exprimés                            | Exprimés            | 40 844       | 98,45        | 36 212      | 97,13       |  |

La suppléante de Philippe Douste-Blazy était Bernadette Paix. Bernadette Paix remplaça Philippe Douste-Blazy, nommé membre du gouvernement, du 1er mai 2004 au 19 juin 2007.

### Élections de 2007
| Candidat       | Candidat                | Parti          | Premier tour | Premier tour | Second tour | Second tour |  |
| Candidat       | Candidat                | Parti          | Voix         | %            | Voix        | %           |  |
| -------------- | ----------------------- | -------------- | ------------ | ------------ | ----------- | ----------- |  |
|                | Jean-Luc Moudenc        | UMP            | 15 152       | 37,44        | 18 186      | 45,45       |  |
|                | Catherine Lemorton élue | PS             | 12 758       | 31,53        | 21 824      | 54,55       |  |
|                | Jean-Luc Forget         | UDF–MoDem      | 3 869        | 9,56         |             |             |  |
|                | Pierre Labeyrie         | Les Verts      | 2 199        | 5,43         |             |             |  |
|                | Sylvie Lorthois         | SÉGA           | 2 115        | 5,23         |             |             |  |
|                | Thierry Vialon          | FN             | 1 304        | 3,22         |             |             |  |
|                | Frédéric Borras         | LCR            | 1 275        | 3,15         |             |             |  |
|                | Michel Arteil           | Divers         | 401          | 0,99         |             |             |  |
|                | Wilfried Tourteau       | LT-LNÉ         | 306          | 0,76         |             |             |  |
|                | Olivier Arsac           | DLR            | 302          | 0,75         |             |             |  |
|                | Henri Martin            | LO             | 219          | 0,54         |             |             |  |
|                | Olga Tricheux           | MRC            | 203          | 0,50         |             |             |  |
|                | Christophe Damin        | CPNT           | 120          | 0,30         |             |             |  |
|                | Rudi Sordes             | Divers         | 108          | 0,27         |             |             |  |
|                | Christian Dancale       | Divers         | 102          | 0,25         |             |             |  |
|                | Georges Clemenceau      | Divers         | 27           | 0,07         |             |             |  |
|                | Nicole Soprani          | Divers         | 5            | 0,01         |             |             |  |
|                | Pascale Hillereau       | Divers         | 0            | 0,00         |             |             |  |
|                |                         |                |              |              |             |             |  |
| Inscrits       | Inscrits                | Inscrits       | 70 421       | 100,00       | 70 421      | 100,00      |  |
| Abstentions    | Abstentions             | Abstentions    | 29 507       | 41,9         | 29 613      | 42,05       |  |
| Votants        | Votants                 | Votants        | 40 914       | 58,1         | 40 808      | 57,95       |  |
| Blancs et nuls | Blancs et nuls          | Blancs et nuls | 449          | 1,1          | 798         | 1,96        |  |
| Exprimés       | Exprimés                | Exprimés       | 40 465       | 98,9         | 40 010      | 98,04       |  |

Le suppléant de Catherine Lemorton était Joël Carreiras, enseignant à Toulouse.

### Élections de 2012
| Candidat       | Candidat                           | Parti                            | Premier tour | Premier tour | Second tour | Second tour |  |
| Candidat       | Candidat                           | Parti                            | Voix         | %            | Voix        | %           |  |
| -------------- | ---------------------------------- | -------------------------------- | ------------ | ------------ | ----------- | ----------- |  |
|                | Catherine Lemorton sortante réélue | PS                               | 18 759       | 43,63        | 25 418      | 64,75       |  |
|                | Sacha Briand                       | UMP                              | 10 037       | 23,34        | 13 837      | 35,25       |  |
|                | Bernard Schwal                     | RBM (FN)                         | 4 281        | 9,96         |             |             |  |
|                | Pierre Lacaze                      | FG (PCF)                         | 3 872        | 9,01         |             |             |  |
|                | Marie-Pierre Cassagne              | EÉLV                             | 2 790        | 6,49         |             |             |  |
|                | Jean-Jacques Bolzan                | PRV                              | 1 369        | 3,18         |             |             |  |
|                | Michel Amorosa                     | Pirate                           | 385          | 0,90         |             |             |  |
|                | Marie-Colette Chaudoreille         | AÉI                              | 323          | 0,75         |             |             |  |
|                | Bettina Pichon                     | NPA                              | 284          | 0,66         |             |             |  |
|                | Henri-Pierre Colombo               | Divers                           | 229          | 0,53         |             |             |  |
|                | Aude Garnier                       | DLR                              | 210          | 0,49         |             |             |  |
|                | Jean-Pierre Sertillange            | LO                               | 140          | 0,33         |             |             |  |
|                | Robert Baud                        | EL (EDE, MÉI)                    | 138          | 0,32         |             |             |  |
|                | Pierre Serveille                   | DR                               | 104          | 0,24         |             |             |  |
|                | Pierre Pezzin                      | Divers (Pour un langage citoyen) | 38           | 0,09         |             |             |  |
|                | Hélène Porceddu                    | URP                              | 36           | 0,08         |             |             |  |
|                | Anthony Rouja                      | Divers                           | 0            | 0,00         |             |             |  |
|                |                                    |                                  |              |              |             |             |  |
| Inscrits       | Inscrits                           | Inscrits                         | 76 439       | 100,00       | 76 430      | 100,00      |  |
| Abstentions    | Abstentions                        | Abstentions                      | 32 978       | 43,14        | 36 101      | 47,23       |  |
| Votants        | Votants                            | Votants                          | 43 461       | 56,86        | 40 329      | 52,77       |  |
| Blancs et nuls | Blancs et nuls                     | Blancs et nuls                   | 466          | 1,07         | 1 074       | 2,66        |  |
| Exprimés       | Exprimés                           | Exprimés                         | 42 995       | 98,93        | 39 255      | 97,34       |  |

Le suppléant de Catherine Lemorton était Pascal Boureau, prévisionniste Météo-France, en charge des prévisions et de la climatologie de la Haute-Garonne et de la Région Midi-Pyrénées, de Blagnac.

### Élections de 2017
|                                                                                  | |                           |                           |                          |                          |
|                                                                                  | | Premier tour 11 juin 2017 | Premier tour 11 juin 2017 | Second tour 18 juin 2017 | Second tour 18 juin 2017 |
|                                                                                  | |                           |                           |                          |                          |
|                                                                                  | | Nombre                    | % des inscrits            | Nombre                   | % des inscrits           |
| Inscrits                                                                         | Inscrits | 82 088                    | 100,00                    | 82 095                   | 100,00                   |
| Abstentions                                                                      | Abstentions | 40 560                    | 49,41                     | 46 799                   | 57,01                    |
| Votants                                                                          | Votants | 41 528                    | 50,59                     | 35 296                   | 42,99                    |
|                                                                                  | |                           | % des votants             |                          | % des votants            |
| Bulletins blancs                                                                 | Bulletins blancs                                                                                               | 446                       | 1,07                      | 2 277                    | 6,45                     |
| Bulletins nuls                                                                   | Bulletins nuls                                                                                                 | 227                       | 0,55                      | 1 260                    | 3,57                     |
| Suffrages exprimés                                                               | Suffrages exprimés                                                                                             | 40 855                    | 98,38                     | 31 759                   | 89,98                    |
|                                                                                  | |                           |                           |                          |                          |
| Candidat Étiquette politique (partis et alliances)                               | Candidat Étiquette politique (partis et alliances)                                                             | Voix                      | % des exprimés            | Voix                     | % des exprimés           |
|                                                                                  | |                           |                           |                          |                          |
|                                                                                  | Pierre Cabaré LREM                                                                                             | 13 769                    | 33,70                     | 16 203                   | 51,02                    |
|                                                                                  | Claire Dujardin La France insoumise                                                                            | 7 493                     | 18,34                     | 15 556                   | 48,98                    |
|                                                                                  | Catherine Lemorton (députée sortante) Parti socialiste                                                         | 6 109                     | 14,95                     |                          |                          |
|                                                                                  | François Chollet Les Républicains (Union des démocrates et indépendants - Chasse, pêche, nature et traditions) | 5 311                     | 13,00                     |                          |                          |
|                                                                                  | Quentin Lamotte Front national                                                                                 | 3 174                     | 7,77                      |                          |                          |
|                                                                                  | Xavier Bigot Europe Écologie Les Verts                                                                         | 2 487                     | 6,09                      |                          |                          |
|                                                                                  | Pierre Lacaze Parti communiste français                                                                        | 958                       | 2,34                      |                          |                          |
|                                                                                  | Cécilia Spoerry Divers (Parti animaliste)                                                                      | 627                       | 1,53                      |                          |                          |
|                                                                                  | Matthieu Guilhem Divers (Union populaire républicaine)                                                         | 408                       | 1,00                      |                          |                          |
|                                                                                  | Olivier Le Penven Lutte ouvrière                                                                               | 234                       | 0,57                      |                          |                          |
|                                                                                  | Pierre Serveille Écologiste (Mouvement 100 %)                                                                  | 214                       | 0,52                      |                          |                          |
|                                                                                  | Noubdine Kotbi Divers gauche (Mouvement des progressistes)                                                     | 71                        | 0,17                      |                          |                          |
| Source : Ministère de l'Intérieur - Première circonscription de la Haute-Garonne | |                           |                           |                          |                          |

La suppléante de Pierre Cabaré était Lucie Schmitz, employée dans l'aéronautique.

### Élections de 2022
| Résultats des élections législatives des 12 et 19 juin 2022 de la 1re circonscription Haute-Garonne |                          |                          |                          |              |              |             |             |
| Candidat                                                                                            | Candidat                 | Parti et coalition       | Nuance                   | Premier tour | Premier tour | Second tour | Second tour |
| Candidat                                                                                            | Candidat                 | Parti et coalition       | Nuance                   | Voix         | %            | Voix        | %           |
| | Hadrien Clouet,          | LFI - NUPES              | NUP                      | 17 468       | 39,79        | 22 140      | 54,22       |
| | Pierre Baudis            | LREM (ENS)               | ENS                      | 12 314       | 28,05        | 18 695      | 45,78       |
| | Cathy Marsal             | RN                       | RN                       | 4 279        | 9,75         |             |             |
| | Pierre-Nicolas Bapt      | PRG                      | RDG                      | 3 128        | 7,13         |             |             |
| | Aude Battistella         | REC                      | REC                      | 2 065        | 4,70         |             |             |
| | Oscar Castillo-Mendegris | LR (UDC)                 | LR                       | 1 637        | 3,73         |             |             |
| | Evelyne Boujat           | EAC - BO                 | REG                      | 1 330        | 3,03         |             |             |
| | Jacques Rocca            | AC                       | DVC                      | 740          | 1,69         |             |             |
| | Benjamin Combes          | PA                       | ECO                      | 625          | 1,42         |             |             |
| | Olivier Le Penven        | LO                       | DXG                      | 310          | 0,71         |             |             |
| | Georges Picard           | EXG                      | DXG                      | 0            | 0            |             |             |
| Votes valides                                                                                       | Votes valides            | Votes valides            | Votes valides            | 43 896       | 98.63        | 40 862      | 94.44       |
| Votes blancs                                                                                        | Votes blancs             | Votes blancs             | Votes blancs             | 406          | 0.91         | 1702        | 3.93        |
| Votes nuls                                                                                          | Votes nuls               | Votes nuls               | Votes nuls               | 202          | 0.45         | 705         | 1.63        |
| Total                                                                                               | Total                    | Total                    | Total                    | 44 504       | 100          | 43 269      | 100         |
| Abstention                                                                                          | Abstention               | Abstention               | Abstention               | 39 462       | 47.00        | 40 695      | 48.47       |
| Inscrits / participation                                                                            | Inscrits / participation | Inscrits / participation | Inscrits / participation | 83 966       | 53.00        | 83 964      | 51.53       |

La suppléante d'Hadrien Clouet était Aline Combres, gestionnaire de collège retraitée.

### Élections de 2024
| Candidat                 | Candidat                 | Parti et coalition       | Nuances                  | Premier tour | Premier tour | Second tour | Second tour |
| Candidat                 | Candidat                 | Parti et coalition       | Nuances                  | Voix         | %            | Voix        | %           |
| ------------------------ | ------------------------ | ------------------------ | ------------------------ | ------------ | ------------ | ----------- | ----------- |
|                          | Hadrien Clouet           | LFI (NFP)                | UG                       | 26 985       | 45,52        | 29 005      | 49,87       |
|                          | Élodie Hobet             | RE (ENS)                 | ENS                      | 16 063       | 27,10        | 15 921      | 27,38       |
|                          | Lola Chambelin           | RN                       | RN                       | 12 636       | 21,32        | 13 230      | 22,75       |
|                          | Evelyne Boujat           | BO (PU)                  | DVC                      | 1 601        | 2,70         |             |             |
|                          | Jean-Marie Trouillet     | REC                      | REC                      | 1 028        | 1,73         |             |             |
|                          | Alexis de Berranger      | SE                       | DIV                      | 574          | 0,97         |             |             |
|                          | Olivier Le Penven        | LO                       | EXG                      | 390          | 0,66         |             |             |
|                          |                          |                          |                          |              |              |             |             |
| Votes valides            | Votes valides            | Votes valides            | Votes valides            | 59 277       | 97,22        | 58 156      | 97,36       |
| Votes blancs             | Votes blancs             | Votes blancs             | Votes blancs             | 1 173        | 1,92         | 1 135       | 1,90        |
| Votes nuls               | Votes nuls               | Votes nuls               | Votes nuls               | 521          | 0,85         | 444         | 0,74        |
| Total                    | Total                    | Total                    | Total                    | 60 971       | 100          | 59 735      | 100         |
| Abstention               | Abstention               | Abstention               | Abstention               | 24 260       | 28,46        | 25 500      | 29,92       |
| Inscrits / participation | Inscrits / participation | Inscrits / participation | Inscrits / participation | 85 231       | 71,54        | 85 235      | 70,08       |

La suppléante d'Hadrien Clouet est Hélène Magdo, fabricante de lainages, conseillère municipale et métropolitaine de Toulouse.

#### Département de la Haute-Garonne
- La fiche de l'INSEE de cette circonscription : « Tableaux et Analyses de la première circonscription de la Haute-Garonne », sur insee.fr, site de l'Institut national de la statistique et des études économiques (consulté le 10 juin 2007) [PDF]

- « Tous les députés du département de la Haute-Garonne depuis 1789 » [archive du 28 septembre 2007], sur assemblee-nationale.fr, site de l'Assemblée nationale française (consulté le 10 juin 2007)

- « Informations contentieuses sur le département de la Haute-Garonne (Élections législatives de 2002) »(Archive.org • Wikiwix • Archive.is • Google • Que faire ?), sur conseil-constitutionnel.fr, site du Conseil constitutionnel (consulté le 13 juin 2007)

#### Circonscriptions en France
- « Carte des circonscriptions législatives en France », sur assemblee-nationale.fr, site de l'Assemblée nationale française (consulté le 20 juin 2007)

- « Résultats électoraux officiels en France », sur interieur.gouv.fr, site du Ministère de l'Intérieur (France) (consulté le 13 juin 2007)

- Description et Atlas des circonscriptions électorales de France sur http://www.atlaspol.com, Atlaspol, site de cartographie géopolitique, consulté le 13 juin 2007.